# Marie Ange Doukas Paléologue
 (janvier 2017).
Maria Angelina Doukaina Palaiologina ou Marija Angelina Nemanjić ou encore Marie Ange Doukas Paléologue (grec moderne : Μαρία Αγγελίνα Δούκαινα Παλαιολογίνα, serbe : Марија Ангелина Немањић), née vers 1350 et morte le 28 décembre 1394, fut la seule souveraine du despotat d'Épire, après l'assassinat de son mari Thomas Preljubovic le 23 décembre 1384.

## Biographie
Marie Ange est la fille de Siméon Uroš, empereur d'Épire (1359-1366) et de Thessalie (1359-1370), et de Thomais Orsini. Son grand-père maternel était Jean Orsini d'Épire. Elle a deux frères, Jean et Stephen Uroš. Jean choisit la vie de monastère, vers 1372-1373, et change de nom pour frère Joasaph. Stephen devient le souverain de Pharsale.
À la mort de Nicéphore II Orsini, en 1358, Syméon, le père de Marie, forme une campagne pour acquérir le sud de la Grèce. Son armée arrive et occupe la Thessalie rapidement sans difficulté. Il établit son quartier général à Trikala, où il fait rapidement venir sa femme, sa fille Marie Ange et ses deux fils, John et Stephen. À partir de ce moment, il décide de se rendre en Épire, occupée par les troupes albaniennes, qu'il chasse : le peuple d'Épire l'acclame et le voit comme un sauveur. Cependant il est rapidement rappelé en Thessalie lorsqu'il apprend que Radoslav Hlapen et son armée envahissent son pays. Les troupes de Hlapen sont très puissantes et progressent très vite, Syméon est donc forcé de conclure un marché, en 1359, s'il ne veut pas tout perdre. La Chronique des moins Proclus et Comnène, seule source de l'histoire pour cet événement, mentionne que l'empereur donne sa fille Marie Ange à Thomas comme femme. Le mariage a eu lieu vers 1361-1362.
Vers 1366, Thomas Preljubovic se voit offrir le titre de gouverneur d'Ioannina, par Syméon. Il accepte puis, avec Marie Ange et une armée nombreuse, se rend à Ioannina où il est reçu par des applaudissements et le proskynèse byzantin. Il devient le despote d'Ioannina, en 1367. La chronique d'Ioannina dépeint Thomas comme un souverain tyrannique. Son favori, Michael Apsaras, aurait fait des insinuations envers Marie Ange. Selon les dires de Michael, Thomas aurait répudié sa femme et se serait adonné à la sodomie. Thomas aurait créé une politique pour supporter son armée aux dépens du peuple. Pour satisfaire ses troupes, Thomas aurait aussi augmenté les taxes et acquit le monopole sur plusieurs produits pour son propre bénéfice et celui de ses proches. Plusieurs personnes auraient injustement été emprisonnées ou bannies. Vers 1369-1370, il promet sa très jeune fille en mariage au fils de Peter Liosha, qui attaquait son pays pour un temps de paix. En 1375, Ioannina est frappé par une vague de peste, durant cette vague la jeune fille de Marie et Thomas meurt. Des guerres et quelque temps de paix ont suivi, mais surtout des temps de révolte paysanne contre leur souverain tyrannique. 
Le 23 décembre 1384, le mari de Marie Ange Doukas Paléologue, Thomas, est assassiné. Selon la chronique d'Ioannina, il aurait eu la gorge tranchée par des membres de sa propre garde rapprochée alors qu'il était dans sa chambre, probablement dans son sommeil. La population heureuse aurait déclaré leur allégeance à Marie Ange et l'aurait proclamée impératrice d'Épire. Le peuple l'aurait ensuite poussé ou encouragé à appeler son frère Joasaph pour venir la conseiller. Il serait rapidement venu et une fois arrivé il aurait suggéré que Marie Ange épouse Essau del Buondelmonti. Essau avait été captif à Ioannina, en 1378, et avait fait bonne impression à Marie Ange et sa cour. Elle aurait donc proposé sa main à Del Buondelmonti qui aurait accepté et l'aurait épousé peu de temps après. L'historien Laonicos Chalcocondyle présente un point de vue différent. Il croit plutôt que Marie aurait fait d'Essau son amoureux, alors qu'il avait été fait prisonnier par Thomas. Cette version implique qu'Essau n'aurait pas été libéré contrairement à ce que la chronique d'Ioannina décrit. Selon la chronique d'Ioannina Essau del Buondelmonti serait sorti de prison et ensuite retourné à Ioannina. Alors que Chalcocondyles affirme que les amants auraient planifié le meurtre de Thomas pour qu'elle puisse ensuite régner sur Ioannina et marier son amant, ça implique qu'il n'aurait jamais quitté sa cellule avant la mort de Thomas le défunt mari de Marie Ange. Son frère Joasaph serait rapidement arrivé pour l'aider sans avoir été demandé directement. Au même moment la femme d'Alexius Angelus accompagné de Stephen, l'autre frère de Marie Ange, sont venus pour leur rendre une visite. Visite qui laisse présumer un désir potentiel de prendre Ioannina de la part d'Alexius Angelus et/ou de Stephen.
À la fin de janvier ou au début de février 1385, Marie épousa Essau del Buondelmonti. Par ce mariage, Essau, le Florentin, devient donc gouverneur d'Ioannina. Après la nomination officielle d'Essau, au titre de gouverneur, Joasaph est rapidement retourné pour le monastère des Météores jusqu'à sa mort en 1422 ou 1423. La chronique d'Ioannina, qui est favorable envers Essau del Buondelmonti, mentionne qu'il aurait immédiatement aboli les taxes que Thomas avait instaurées et qui étaient tyranniques. Il aurait aussi restitué les terres qui avaient été retirées et libéré des prisonniers, ainsi que réinstauré le droit d'être au pays à ceux qui avaient été bannis. Essau del Buondelmonti montre sa reconnaissance pour l'Empire byzantin, il se voit ensuite investi du titre officiel de despote d'Ioannina, vers 1385-1386. 

### Mort
Après avoir aidé son mari Essau à détruire les prisons, salle de torture, restituer ce qui était au peuple, Marie Ange Doukas Paléologue règne sur l'Épire, un peuple qui l'aime et la voit comme la plus pieuse des souveraines, jusqu'en 1394. La fin de plusieurs années de paix prit fin avec le décès de Marie Ange Doukas Paléologue. le 28 décembre 1394, elle décède laissant un bienveillant mari et son peuple dans la tristesse et le deuil. Essau aurait pris le temps de faire le deuil de sa femme, durant 12 mois, avant de se marier à nouveau avec Eirene, fille de Gjin Spata.

## Art
Après le décès de son enfant, vers 1375, Marie Ange aurait décidé de devenir une femme pieuse. Elle fait alors de généreuse donations au monastère de son frère Joasaph. Elle fait don d’œuvres d'art et aussi de plusieurs bijoux. Les œuvres qu'elle a léguées sont typiques de l'art byzantin. Un type d'art démontrant une richesse du peuple ainsi que l'importance de la religion pour les byzantins.

### Météore, le monastère de la métamorphose. L'incertitude de Thomas

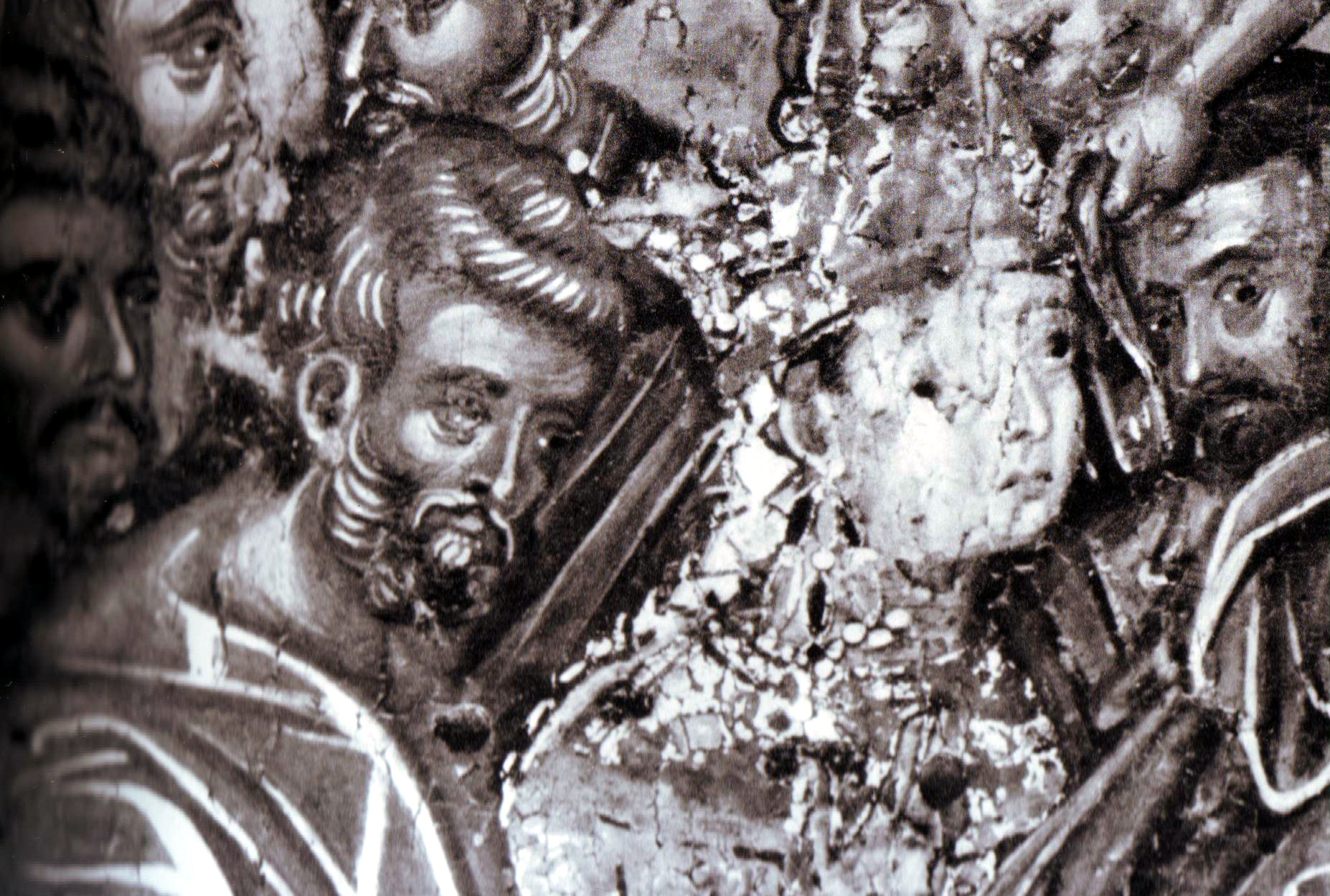
L'incertitude de Thomas.

Cette œuvre aurait été faite entre 1367 et 1384. On peut toujours l'admirer au monastère de la transformation, à Météore, en Grèce. L’œuvre démontre une architecture typique des Paléologue. Le Christ, qui est la figure centrale, se tient dans une position unique dans l'art des Paléologue. Il cache une blessure en tendant la main vers Marie Ange. Il y a l'apôtre Thomas qui tend la main vers la blessure du Christ pour la toucher. Le Christ est entouré de ses apôtres. Les deux figures derrière les apôtres ont été identifiées comme Marie Ange Doukas Paléologue et son mari Thomas Preljubovic. Il est suggéré que cette œuvre a été donnée au monastère avec plusieurs autres objets précieux, comme cadeau pour le frère de Marie Ange, frère Joasaph. 

### Cuenca Diptych
Cette œuvre comporte deux parties, semblable à l'ouverture d'un livre. Une avec la Vierge Marie tenant son fils dans ses bras et l'autre avec Jésus-Christ. Les deux côtés sont bordés de Saint, ainsi que de perles et de gemmes. Il y a 939 perles et 67 gemmes, l'extérieur est en velours rouge, la base est faite de bois, d'or et de dorure argenté.
Sur le côté de la vierge et son fils, on y trouve l'inscription suivante : Marie l'impératrice la plus pieuse Ange Comnène Doukas Paléologue. Elle se trouve au monastère des transformations, en Grèce, et aurait été faite entre 1367 et 1384. Au ventre de l’œuvre, on peut voir la Vierge Marie portant l'enfant Jésus-Christ. Au pied de la vierge, il y a un personnage, à petite échelle, prosterné qui est identifié comme Marie Ange Doukas, fille de Syméon Uros Paléologue. Autour de la vierge, il y a le portrait des 14 saints suivants : Saint Théodore Teron, la recrue ; Saint Théodore Stratelates, le général ; Sainte Anne, mère de Théotokos ; Saint Prokopios ; Saint Nicholas, le jeune ; Saint Gourias ; Saint Samonas ; Saint Panteleemon ; Saint Damianos ; Saint Kosmas ; Saint Pelagia ; Saint Barbara ; Saint Eustratios ; Saint Artemios. Les portraits des saints Théodore Teron et Artemios ont été complètement détruits.
Sur le côté de Jésus-Christ, on y trouve l'inscription suivante : Thomas Despote Comnène Paléologue. Elle se trouve au même endroit que celle de la Vierge, dans le monastère des transformations, en Grèce. Au centre de l’œuvre, il y a le Christ et il tient l'évangile. À ses pieds il y avait Thomas qui s'agenouillait, mais cette partie a été retirée après son assassinat, probablement comme acte de damnatio memoriae contre le tyran qu'il a été. Autour de Jésus, tout comme celle de la vierge, il y a le portrait des 14 saints : Saint Andrew ; Saint Thomas ; Saint Bartholomew ; Saint Basil ; Saint Antipas ; Saint Paul l'homologite ; Sainte Théodore Sykeotes ; Saint Stephen le jeune ; Saint Stephen le premier martyre ; Saint Lawrence ; Saint Eleutherios ; Saint Spyridon ; Saint John Eleemon.